# Holmtebo (naturreservat)
Holmtebo är ett naturreservat i Valdemarsviks kommun i Östergötlands län.
Området är naturskyddat sedan 2004 och är 21 hektar stort. Reservatet omfattar en höjd och nordostsluttning ner mot ägorna till gården Holmtebo. Reservatet består av äldre hällmarkstallskog med inslag av gran, asp och även ek.